# Date Terumune
 (décembre 2013).
Si vous disposez d'ouvrages ou d'articles de référence ou si vous connaissez des sites web de qualité traitant du thème abordé ici, merci de compléter l'article en donnant les références utiles à sa vérifiabilité et en les liant à la section « Notes et références ».
Date Terumune est un nom japonais traditionnel ; le nom de famille (ou le nom d'école), Date, précède donc le prénom (ou le nom d'artiste).
Date Terumune (伊達 輝宗, 1543-29 novembre 1585) est un daimyo de la province de Mutsu au Japon durant la période Sengoku. Il est le fils de Date Harumune et le père du célèbre Date Masamune.

## Biographie
Il prend la direction de son clan à l'âge de 17 ans, alors que son père est encore en vie. Ce dernier, malgré et à cause de désaccords, préfère lui abdiquer son titre plutôt que de faire revivre à son clan une lutte intestine telle que celle qu'il a lui-même livrée contre son propre père. Le shogun Ashikaga Yoshiteru lui accorde alors le caractère « teru » de son nom. Par la suite, il étend son domaine, principalement contre le clan Hatakeyama.

## Enlèvement et décès
Après avoir à son tour, en 1584, cédé la direction du clan Date à son fils, Masamune, qui continue son expansion, Terumune est appelé à l'automne 1585 par son ennemi, Hatakeyama Yoshitsugu, contraint de chercher une solution de paix. Pourtant, lors de la rencontre, Terumune est enlevé. Lorsque Masamune arrive auprès de l'otage et son ravisseur, le père demande au fils de ne pas se préoccuper de lui et d'ouvrir le feu sur lui-même et son ravisseur. Masamune s’exécute et met fin aux jours de son père le 29 novembre 1585.